# Giulia Fabbri (attrice)

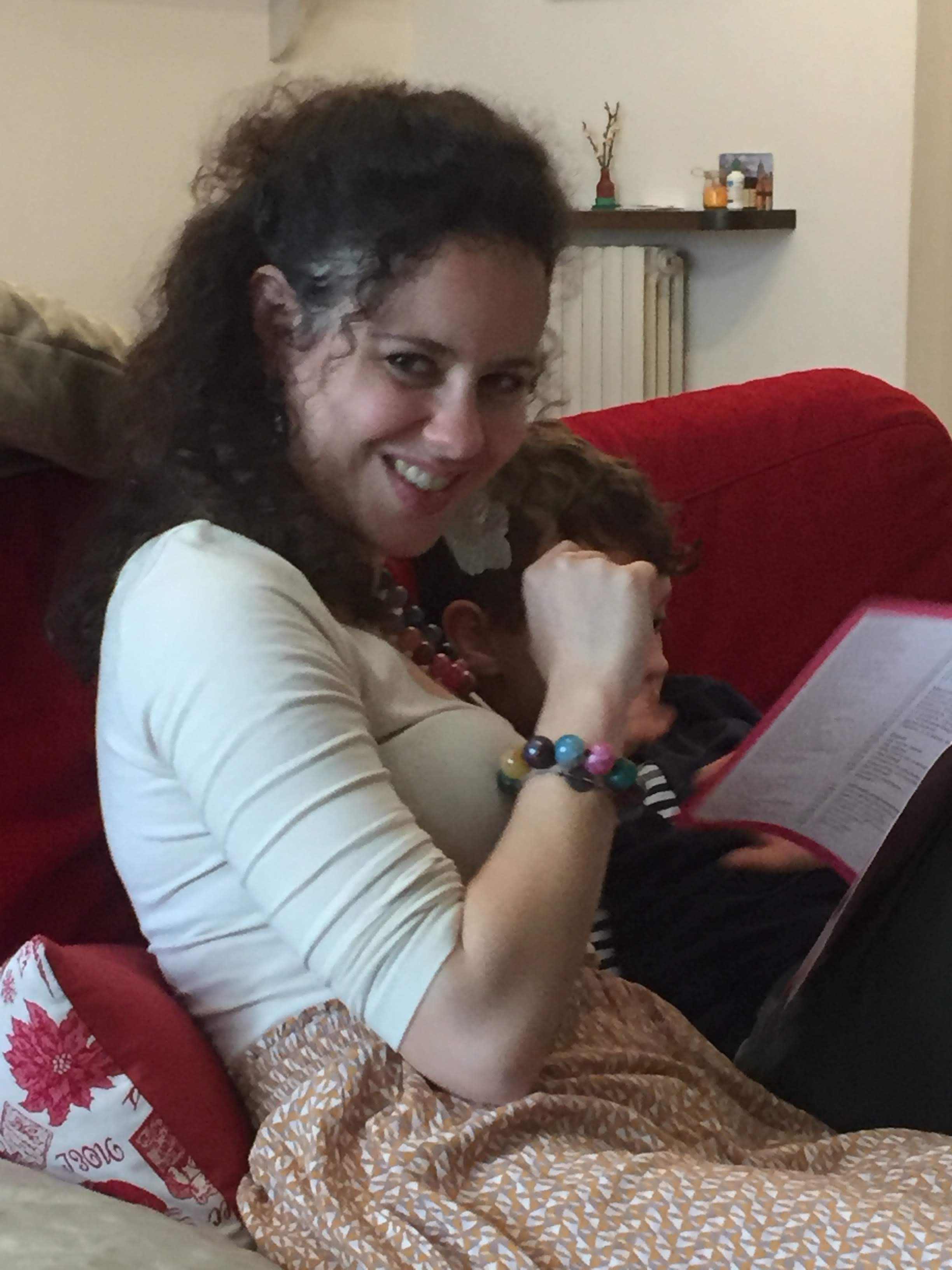
A casa di papà

Giulia Fabbri (Forlì, 7 maggio 1987) è un'attrice teatrale e cantante italiana, nota per i suoi ruoli in musical come Grease, Les Miserables e Matilda, oltre per la parte della protagonista nel musical Mary Poppins.

## Biografia
Si è formata alla Bernstein School di Bologna e ha già recitato in show come Newsies, Footloose e Grease. Ha studiato danza fin da bambina all'Ateneo Danza, diretto da Stefania Sansavini, ma l'amore per il teatro musicale è nato quando a 16 anni ha iniziato a recitare nella compagnia amatoriale della parrocchia di San Pio X a Ca'Ossi con i suoi amici. Ha deciso quindi di studiare anche il canto e dopo il diploma a pieni voti all'Istituto Statale d'Arte di Forlì, è stata ammessa alla Bernstein School of Musical Theatre di Bologna, diretta da Shawna Farrell. Si è diplomata nel 2010.

### Carriera
Era presente nel cast di Alice nel Paese delle Meraviglie - Il musical, con regia e coreografie di Christian Ginepro, in tour nelle maggiori città italiane per due stagioni. Nel 2013 è entrata nel cast di Biancaneve il musical, ed è stata scelta per interpretare Cosette nella prima italiana del musical Les Miserables, prodotto dal Teatro Comunale di Bologna. Nel 2015 ha ottenuto il primo ruolo da protagonista nella prima europea del musical Newsies, prodotto da Bags e Disney Theatrical, con la regia di Federico Bellone, nel quale ha interpretato la giornalista Katherine Plumber. Nel 2016 è stata Rusty in Footloose, prodotto da Stage Entertainment, e nel 2017 è stata scelta come Frenchy nella versione per il ventennale dalla prima italiana dello spettacolo Grease, prodotto dalla Compagnia della Rancia, con la regia di Saverio Marconi. Nel 2018 interpreta Mary Poppins nell'omonimo musical, prodotto da Cameron Mackintosh e dalla Walt Disney, programmato nei mesi di febbraio, marzo, aprile, maggio, ottobre, novembre e dicembre 2018 e gennaio 2019. Nel 2023 viene scelta da Massimo Romeo Piparo per interpretare la signorina Dolcemiele nel musical Matilda, con cui è al Teatro Sistina di Roma a dicembre 2023 e gennaio 2024 e successivamente in tournée nazionale fino a fine marzo. 

## Teatro
- Il Bacio della Donna Ragno, regia di Gianni Marras (2010)
- Alice nel Paese delle Meraviglie - Il musical, regia di Christian Ginepro (2010)
- Les Miserables, regia di Gianni Marras (2012)
- Biancaneve il Musical, regia di Enrico Botta (2012)
- Sei un brav’uomo, Charlie Brown!, regia di Shawna Farrell (2013)
- Sunset Boulevard, regia di Federico Bellone (2014)
- Ragtime, regia di Stephen Flaherty (2014)
- Volpone di Ben Jonson, regia di Cristiano Roccamo (2015)
- Newsies, regia di Federico Bellone (2015)
- Footlose il musical, regia di Martin Michel (2016)
- Grease, regia di Saverio Marconi (2017)
- Mary Poppins il Musical, regia di Federico Bellone (2018)
- Fame - Saranno famosi, regia di Federico Bellone (2019)
- Pretty Woman, regia di Carline Brouwer e regia associata di Chiara Noschese, prima al Teatro Nazionale di Milano (2021)
- Matilda, regia di Massimo Romeo Piparo, prima al Teatro Sistina di Roma (2023)[4]